# Вечност
Вечност (ијек. вјечност; гр. αιωνις, лат. aeternus) је свеукупност времена, схваћена као нешто без почетка и краја. Може значити апсолутну ванвременост или бесконачно трајање у времену без почетка и краја, што чини разлику између ванвремене (интемпоралне) и времените (темпоралне) вечности.

## Вечност у филозофији
Централна филозофска расправа води се око тога да ли вечност треба замишљати као нарочито дуг квантитет времена или нешто што поседује извесну црту ванвремености. Ванвремено поимање вечности је карактеристично за традиционалну филозофију. Вечност је непроменљива, непокретна и увек самој себи идентична садашњост.
Питагорејци сматрају да вечни објекти, као што су бројеви, уживају ванвремено постојање. Плотин и неоплатонистичка традиција инсистирају на ванвременој интерпретацији Божјег постојања. Божанска ванвременост је с ону страну описа, али њено поимање представља циљ мистичке контемплације. Боетије прави разлику између трајности и вечности: »Јер наше 'сада', као да протиче, и притом ствара време и непрестаност, док Божанско 'сада' стоји не крећући се, стоји мирно, и ствара вечност« (De Trinitate 4. II).
| „                                      | Реч вечно незгодан је израз, јер ми притом одмах мислимо на време, уплићемо у њега прошлост и будућност као у неко бесконачно дуго време; међутим, реч је о томе да ово вечно јесте оно што је једнако са самим собом, чисто садашње, да у њ не улази представа времена. Оно јесте - постајање и престајање искључени су. | ” |
| — Хегел, Историја филозофије I pp. 209 | |   |

## Вечност у религији
У хришћанству, вечност се схвата и као конац или крајњи циљ битисања творевине и кретања времена. Вечност је „заустављање кретања“ кроз превазилажење времена на његовом крају. Оригена сматра да је стабилност кретања дата истовремено са довођењем ствари у постојање. Црквени оци држе да временско кретање нема путању круга, него има смисао у вечности стабилног постојања које жели Бог. За свеце, вечност значи „сталност у светости“. За хришћане вечност није прост продужетак егзистенције, него циљ њиховог битисања, живот вечни. „Који пије од воде коју ћу му ја дати неће ожедњети довијека, него вода коју ћу му дати постаће у њему извор воде која тече у живот вјечни“. (Јн. 4,14)
Српски патријарх Павле је појам вечности објаснио је на следећи начин:
| „ | Време је једно трајање које има прошлост, садашњост и будућност. Али прошлости као времена нема. Има остатака од прошлости. Будућности такође нема, она ће бити. А шта има? Има само садашњост. Та категорија времена не односи се на Бога. На Њега се односи вечност. А вечност је стална садашњост. Нема ни прошлости ни будућности. | ” |

### Вечност као својство Бога
Вечност је сматра својством Бога (Рим. 1,20), који влада творевином и временом (χρονος). Он је постојао пре творевине (Пс. 102; Јн. 17,24; Еф. 1,4) и постоји после света (Откр. 21,1).